# António Teixeira Rebelo
António Teixeira Rebelo (Santa Marta de Penaguião, Cumieira, 17 de dezembro de 1750 — Lisboa, 6 de outubro de 1825), foi um Fidalgo da Casa Real, Conselheiro, Comendador da Ordem de Avis, marechal de campo, ministro e secretário de Estado, fundador e primeiro director do Real Colégio Militar, em 3 de março de 1803 (dia este que é comemorado anualmente com um desfile na Avenida da Liberdade, em Lisboa), então ainda designado por Colégio de Educação do Regimento de Artilharia da Corte e que era conhecido por Colégio da Feitoria.

## Biografia

### Nascimento e infância (1750-1764)
António Teixeira Rebello nasceu a 17 de dezembro de 1750 no lugar do Silhão na Cumieira, uma pequena aldeia do concelho de Santa Marta de Penaguião, no distrito de Vila Real. Era o segundo de quatro filhos de Luís Teixeira e de sua mulher Emerenciana Rebelo, trabalhadores agrícolas, possivelmente ligados à vinicultura, sendo o primeiro José Luis Teixeira Rebelo, a terceira Isabel Teixeira Rebelo e a quarta Luísa Teixeira Rebelo.
Seus pais, trabalhadores agrícolas, confiaram desde cedo a sua educação aos cuidados do sacerdote da paróquia de Louredo que, para além das primeiras letras e da gramática portuguesa, o iniciou no estudo da gramática latina e da filosofia.

### O Regimento de Artilharia do Porto (1764-1780)
Em Portugal, pode dizer-se que a organização da artilharia portuguesa, como "arma", deu os seus primeiros passos desde a Restauração em 1640, até à criação dos "troços" em 1765, mas praticamente só
teve início nos princípios do século XVIII, com o decreto de 20 de Fevereiro de 1708, que transformou o "Troço de Artilheiros da Província do Alentejo" no "Regimento de Artilharia da Província do Alentejo" ou, como ainda era designado, "Regimento de Artilharia de Estremoz". Seguiu-se a criação de novas Unidades: em 22 de Dezembro de 1718, o "Regimento de Artilharia e Marinha do Reino do Algarve", também conhecido pelo nome de "Regimento de Artilharia de Lagos"; alguns anos mais tarde, em Abril de 1762, o "Regimento de Artilharia da Corte e Província da Estremadura" ou "Regimento de São Julião" e, em Setembro de 1763, o "Regimento de Artilharia do Porto".
Pelo Alvará de 15 de julho de 1763 foram organizados os novos Regimentos de Artilharia de Portugal, segundo o plano a ele junto, no âmbito das reformas do Conde de Lippe, consolidando-se a artilharia como uma arma distinta do Exército Português. Paralelamente a esta evolução orgânica, segue-se o desenvolvimento técnico da Artilharia e o aparecimento de numerosas obras didáticas, algumas de autores portugueses, contendo a indicação de todos os processos e teorias científicos da época.
Considerando a sua proveniência social e a sua vontade e necessidade de prosseguir com os seus estudos, não restava outra opção a António Teixeira Rebelo que o ingresso na carreira eclesiástica ou militar. António Teixeira Rebelo decidiu-se pela última, talvez motivado pela ação de recrutamento efetuada por Luís de Alincourt na região de Trás-os-Montes, tendo-se alistado como soldado voluntário, em 27 de setembro de 1764, no recém-fundado Regimento de Artilharia de Valença, como era conhecido na altura o Regimento de Artilharia do Porto.
A Artilharia era entendia na altura como o serviço militar encarregue de todos os preparativos de guerra, em que se compreendem as munições de que os Exércitos se servem nas batalhas, bem como nos ataques e defesas de Praças. Tratava também da arte de manejar canhões, bombas, obuses, e outros instrumentos de disparar tiros por meio de pólvora.
No ano anterior ao seu alistamento, com o fim da Guerra Fantástica, havia sido criada pelo Conde de Lippe uma "Aula Real de Artilharia" naquele Regimento, onde um ilustrado oficial suíço, chamado João Vitória Miron de Sabione, ensinava as cadeiras de "Matemática", "Fortificação", "Tática", "Artilharia" e "Desenho", obrigatórias para oficiais e praças do Regimento. O plano do Conde de Lippe para aquele tipo de aulas regimentais era tão detalhado, que ia até à obrigatoriedade dos livros a utilizar e à interdição de quaisquer outros; e sobre as matérias ensinadas eram prestadas provas, indispensáveis nas promoções.
À altura o Regimento De Artilharia de Valença, comandado por James Ferrier, refletia substancialmente o êxodo estrangeiro que ocorria nos corpos do exército, sendo composto por um terço de oficiais estrangeiros e tornando-se num epicentro das ideias maçónicas que chegavam a Portugal. António Teixeira Rebelo garantidamente teve acesso à discussão de muitas delas, bem como ao estudo da extensa biblioteca do comandante do regimento, profícua em bibliografia então proibida e que permitia aos oficiais daquela força lerem e recitarem escritores como Pope, Voltaire e Holbach, cujas obras estavam classificadas pela Santa Sé como heréticas e subversivas.
Como observou Ana Cristina Araújo, o meio militar, com os seus postos-chave preenchidos por oficiais estrangeiros com boa formação em quartéis e lojas maçónicas, desempenhou um papel importante no processo de desarticulação dos tradicionais mecanismos de reconhecimento cultural e social. Tais práticas tornaram Valença do Minho um dos principais núcleos de divulgação das ideias ilustradas em Portugal.
O comandante do regimento - James Ferrier - tendo sido obrigado a abandonar Portugal, foi o autor, sob o pseudónimo de Arthur William Costigan, duns importantes Sketches of Society and Manners in Portugal (2 vols., London, T. Vernor, 1788), onde criticou causticamente a situação portuguesa e onde advogou os princípios racionalistas e maçónicos.
Em 29 de janeiro de 1766, na Praça de Valença, há indicações de que aquele Regimento contava com um terço do seu efetivo constituído por estrangeiros, entre os quais: Ricardo Muller (capitão inglês), Ricardo Okennedy (alemão), Frederico Von Heymenthal (barão de origem alemã), Octávio Mehus (irlandês), Agostinho Carretti (italiano). Francisco Ferreri (italiano), Guilherme Campbell (escocês), Guilherme Grant (escocês), João Tapier de La Croix (francês), Luís de La Serrandière (francês), Samuel Archool (inglês), Frederico H. Luduco (espanhol) ou Luís Araul (espanhol), a título de exemplo.
Conseguiu quatro anos depois do seu alistamento como soldado, em Julho de 1768, ascender ao posto de Furriel (desconhecendo-se se passou pelo posto de cabo de esquadra).

### O Regimento de Artilharia do Reino do Algarve (1774-1780)
Em setembro de 1774, James Ferrier é incumbido da organização do Regimento de Artilharia do Reino do Algarve, deixando o Regimento de Artilharia do Porto, em Valença, e atravessando todo o país em direção a Sul, onde ficara encarregado de instalar tal força, junto do Castelo de Faro - tarefa que viria a concluir nos inícios do ano de 1775.
O Regimento de Artilharia do Reino do Algarve, como os outros de artilharia, de acordo com o alvará de 1766, viria a ser constituído por 12 companhias: 9 companhias de artilheiros; 1 companhia de bombeiros (constituída pelos soldados de engenharia que combatiam à superfície, realizando trabalhos de implementação no terreno e escavação de trincheiras); 1 companhia de mineiros (constituída pelos soldados que combatiam debaixo de terra, construindo minas ou contra-minas, as quais consistiam em túneis destinados, respetivamente, ao ataque subterrâneo a fortificações e à defesa contra esses tipos de ataques); e 1 companhia de artífices e pontoneiros (estes últimos, soldados especializados em operações de transposição de cursos de água, mediante recurso à construção de pontes e barcas). Como nos regimentos de infantaria, a 1.ª, 2.ª e 3.ª companhias eram respetivamente comandadas pelo Coronel, Tenente-Coronel e pelo Sargento-Mor (isto até 1796).
António Teixeira Rebelo, enquanto furriel, acompanha nesta altura o seu comandante James Ferrier rumo a Sul, tendo obtido o posto de sargento em 1 de janeiro de 1775.
Durante o seu serviço naquele Regimento, para além do comandante James Ferrier, o comando é sucedido por: Simon Fraser, tenente-coronel, comandante de abril de 1775 a maio de 1776; por José Nunes da Costa Cardoso, major e tenente-coronel comandante, de maio de 1776 a janeiro de 1783; por Christian Frederich von Weinholz (de origem alemã e filho de Frederich Jacob von Weinholz), brigadeiro, de 23 de Janeiro a Junho de 1783; e por Teodósio da Silva Rebocho, coronel e brigadeiro, de 4 de maio de 1784 até à sua morte em 13 de abril de 1793.

### A Academia Real de Marinha (1780-1783)

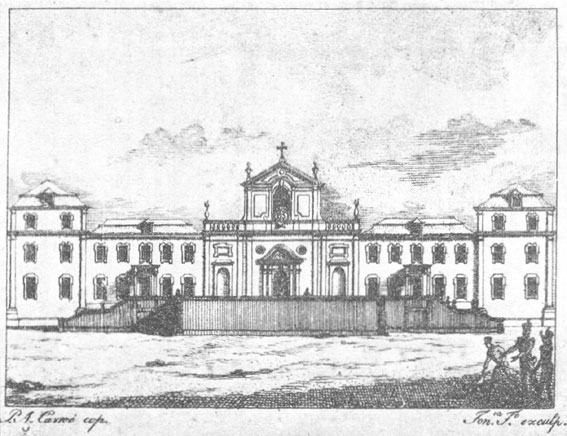
Academia Real de Marinha

Obtém licença, em 1780, para vir a Lisboa ingressar nas lições do Curso de Matemática da Academia Real de Marinha fundada um ano antes, pela Rainha D. Maria I, e que funcionava no antigo Noviciado da Cotovia, onde também funcionava o Real Colégio dos Nobres. A Academia Real de Marinha tinha como objetivo ministrar um curso de matemática, destinado à formação dos oficiais e pilotos da Marinha Real e da marinha mercante, bem como à preparação científica para o acesso ao curso de engenharia militar.
O curso de matemática incluía as cadeiras de aritmética, de álgebra e de navegação, realizadas respetivamente, no primeiro, segundo e terceiro anos. Na primeira era ensinada aritmética, geometria, trigonometria plana e os princípios elementares da álgebra. Na segunda era ensinada a continuação da álgebra, o cálculo diferencial, o cálculo integral, a estática, a dinâmica, a hidrostática, a hidráulica e a ótica. Na terceira, era ensinada a trigonometria esférica e a arte da navegação teórica e prática. No que se refere aos compêndios usados no curso de matemática, existia uma tendência inicial para seguir o matemático francês Étiene Bézout.
Para o acesso à carreira de oficial ou de piloto da Marinha Real era necessária a habilitação com a totalidade do curso matemático da Academia Real da Marinha. Os candidatos a oficiais engenheiros tinham que habilitar-se com as cadeiras de aritmética e de álgebra da Academia Real da Marinha, prosseguindo depois os seus estudos de fortificação e engenharia numa escola especializada que, em 1790, passaria a ser a Academia Real de Fortificação, Artilharia e Desenho.
António Teixeira Rebelo frequenta aquela escola durante 3 anos, concluindo o curso de matemática sendo-lhe permitido no final lecionar naquela Academia. Ganhou o prémio atribuído aos dois melhores alunos da instituição.
Em 22 de novembro de 1784 foi promovido a 2.º Tenente do Regimento de Artilharia de Faro, ou do Algarve, após ter concluído o curso da Academia Real de Marinha.

### O Regimento de Artilharia da Corte (1785-1797)
António Teixeira Rebelo foi transferido em 1785 para o Regimento de São Julião, ou Regimento de Artilharia da Corte, onde em 25 de setembro de 1785 seria promovido a 1.º Tenente da companhia de mineiros e, dois anos mais tarde, em 9 de agosto de 1788, a Capitão da 9.ª Companhia. À sua entrada no novo Regimento, reencontra como seu comandante Christian Frederich von Weinholz, o qual, também como ele, havia servido no Regimento de Artilharia do Algarve, tendo assumido aquele comando em 1783, e vindo-o a desempenhar até 1789, aquando a sua morte.

### O Tratado de Artilharia de John Muller (1793)
Em 1 de setembro de 1793 ascendeu ao posto de Major agregado, posto a que chegou, como os anteriores, por meio de exames entre os candidatos, ou como se dizia naquele tempo por oposição.
Publicou nesse mesmo ano a tradução do inglês do Tratado de Artilharia, de Johann Wilhelm Christian Muller (1752-1814), obra que versava sobre a construção de peças de artilharia, suas medidas e capacidades, movimentações, munições, armazenamento e uso a bordo de navios. 
Dada a sua importância, a versão traduzida por António Teixeira Rebelo, que se imprimiu em 2 tomos com estampas, pode considerar-se uma obra original pelas correções e aditamentos que lhe fez o tradutor, tendo sido adotada pela recém fundada Academia Real de Fortificação, Artilharia e Desenho.

### A Campanha do Rossilhão (1792-1795)
Em 1792 foi nomeado comandante da 2ª Divisão de Artilharia da Brigada Auxiliar que foi enviada para a Campanha do Rossilhão, tendo sido igualmente nomeado para o comando da 1.ª Divisão de Artilharia, José António da Rosa (colega de curso de Teixeira Rebelo na Academia Real de Marinha), ficando ambos sob a direção do Marechal de campo D. Francisco Xavier de Noronha, num total de 456 homens.
Em 3 de junho de 1793 assina um "Projeto de uma equipagem para campanha onde se dá conhecido o número e a qualidade das bocas de fogo e seis regimentos de Infantaria, supõem-se serem maus os caminhos e encontrar alguma pequena fortaleza que seja preciso bater", contendo ainda relação de "Ferramentas, apetrechos, munições, cavalos, carros e gente para esta equipagem".
Distinguiu-se em campanha, sobretudo na ação de 29 de maio de 1794, onde em conjunto com os restantes artilheiros que comandava conseguiu elevar notavelmente duas peças de artilharia onde nunca se tinha pensado que aquele tipo de peça poderia ir, fazendo com ela progressos notáveis que motivaram elogio público do Tenente General John Forbes, tendo igualmente se notabilizado na resolução de problemas logísticos. Durante a expedição foi responsável pelo estabelecimento e administração dos hospitais, pelo provimento dos transportes para os parques e, quase no fim da luta, a seu pedido, obteve autorização do governo de Madrid para, nos estabelecimentos de Barcelona, fundir peças e construir reparos e palamentas para substituir o material de artilharia em uso e que fora perdido pelo exército espanhol. Aproveitando essa ocasião, recolheu dos arquivos desses estabelecimentos fabris os planos que julgou convenientes para o desenvolvimentos na artilharia portuguesa.
Durante a expedição sofreu bastante às mãos do grupo aristocrático dirigido pelo marquês de Alorna, mas sobretudo às mãos de Gomes Freire de Andrade e Sepúlveda, que o desprezavam por ser de condição social baixa.
Na sequência desta campanha, em 6 de maio de 1794, António Teixeira Rebelo, então ainda no posto de sargento-mor de artilharia, recebe o hábito de Cavaleiro da Ordem de São Bento de Aviz, com 12$000 réis de tença efetiva.
Graduado em tenente coronel agregado em 17 de dezembro de 1795, foi promovido a efetivo em 19 de junho de 1797.

### O Exército de observação do Alentejo (1796-1798)
Com a assinatura da paz em 1795, entre Espanha e França, pelo Tratado de Basileia, e com a constituição da aliança ofensiva e defensiva entre essas duas potências, pelo Tratado de Santo Ildefonso de 18 de Agosto de 1796, bem como com a declaração de guerra da Espanha ao Reino Unido, em Outubro de 1797, a posição neutral de Portugal fragiliza-se perante os dois tratados de amizade que tinha em vigor, quer com Espanha (agora pró-napoleónica), quer com Inglaterra.
Regressado a Portugal com a sua divisão, após a Campanha do Rossilhão, António Teixeira Rebelo é nomeado comandante do parque da artilharia do Exército de Observação concentrado no Alentejo em 1796 e 1797, aguardando uma eventual invasão do território português, que apenas ocorreria, anos mais tarde, em 1801.
Mais tarde foi encarregue de dirigir as obras de melhoramento das fortificações de Abrantes, tendo, em 14 de janeiro de 1797, enviado a Luís Pinto de Sousa Coutinho uma memória sobre o local onde aquartelou o seu destacamento e um esboço das margens do rio Tejo, junto a Abrantes, desenhado pelo cadete Luís D' Alincourt (filho de Luís D' Alincourt, o mesmo que recrutara, muitos anos antes, António Teixeira Rebelo na Cumeeira).
A seguir foi destacado para o melhoramento das fortificações de Cascais e de todos os fortes marítimos de defesa da barra de Lisboa e da costa, desde o Forte de Santo António da Barra até ao Cabo da Roca, realizando nessa época também o reconhecimento dos territórios adjacentes à fortaleza de Cascais e propondo um plano de defesa contra o ataque dum inimigo que desembarcasse naquelas proximidades. Neste serviço se empenhou com toda a sua acostumada atividade e inteligência, despendendo até do seu bolso algumas quantias para mais depressa realizar as obras que considerava necessárias.
O Marquês de Alorna, Pedro José de Almeida Portugal, escrevendo em 1789 uma memória sobre a reorganização militar de Portugal, feita a pedido do Príncipe Regente D. João, chegou a aconselhar nela que sobre assuntos da arma de artilharia se consultasse sempre a opinião de António Teixeira Rebelo, como a mais competente.
Em 20 de abril de 1798, António Teixeira Rebelo assina uma "Memória sobre o estabelecimento local e organização dos armazéns provinciais", ordenada por Luís Pinto de Sousa Coutinho, ministro e secretário de Estado dos Negócios Estrangeiros e da Guerra.

### A Sociedade Real Marítima, Militar e Geográfica (1798-1802)
Por Decreto de 19 de outubro de 1798, o coronel António Teixeira Rebelo é nomeado Membro da Sociedade Real Marítima, Militar e Geográfica para o Desenho, Gravura e Impressão das Cartas Hidrográficas, Geográficas e Militares, criada em 30 de Junho daquele mesmo ano, por D. Rodrigo de Sousa Coutinho, Conde de Linhares, Secretário de Estado da Fazenda e maior representante do "partido inglês" à época, com o objetivo não só de preparar a "Carta Geral do Reino" e de centralizar todo o trabalho cartográfico disperso por diferentes instituições da coroa, como também com o propósito, e talvez o principal, de centralizar os trabalhos técnicos a realizar para promover o desenvolvimento económico do país e que pudessem dar cobertura às reformas perspetivadas pelo Conde de Linhares.
A Sociedade é instalada no Arsenal Real da Marinha, reunindo pelo menos uma vez por semana e será organizada em duas classes: a primeira dedicada às cartas hidrográficas e a segunda às cartas geográficas, militares e hidráulicas; podendo cada um dos respetivos membros assistir e participar de igual modo nas sessões da classe a que não pertençam. Terá um número limitado de membros, 68 no total, dos quais apenas 39 são oficiais do Exército, e a quem D. Rodrigo de Sousa Coutinho fará questão de explicar todos os anos, de 1798 até 1802, a política geral da monarquia portuguesa, assim como as realizações e os planos no domínio da política de reformas.
Teixeira Rebelo integrará a segunda das classes da Sociedade, que tinha por principal missão publicar a carta geográfico-topográfica do país. Esta classe tinha a seu cargo o depósito e a gravura das cartas militares, tendentes à defesa do reino e dos domínios ultramarinos, devendo mandar desenhar e gravar as caretas de canais e de outras obras hidráulicas, destinadas a facilitar as comunicações interiores do país e a fertilizar os terrenos por meio de irrigações e bem assim publicar cartas particulares, deduzidas da grande carta, depois de concluída esta, para que servissem de base a um exato cadastro geral das províncias. 
Em duas das várias sessões que a Sociedade teve, António Teixeira Rebelo apresentou dois valiosos e eruditos trabalhos intitulados: "Memória sobre a necessidade de levantar cartas topográficas e formar memórias em que se dê conta em detalhe dos terrenos relativamente aos movimentos militares", e "Memória em que se dá uma ligeira ideia das serras, cordilheiras e terrenos irregulares e se arbitra a sua classificação e nomes", este último tendo por objeto o distrito de Cascais e a fortificação costeira desde o Forte Velho, junto a S. Julião da Barra, até ao Cabo da Roca.
Na mesma sociedade, para além daqueles trabalhos, Teixeira Rebelo apresentou ainda o Tratado de Artilharia de John Muller, já referido, e elaborou a Instrução geral, ou escola de serviço braçal da arma de artilharia, mandada organizar por ordem de Sua Majestade, em 1819.

### A Campanha da Guerra das Laranjas (1800-1801)
A chamada Guerra das Laranjas foi um curto episódio militar ocorrido entre Portugal e a Espanha em 1801, preludiando a Guerra Peninsular, com extensos desdobramentos, quer na Península Ibérica, quer no ultramar português. Em 29 de janeiro de 1801, Espanha lança um ultimato ao governo português para que desfizesse a velha aliança que mantinha com os ingleses. Não satisfeitas as suas pretensões, declara guerra a Portugal, em 20 de maio daquele ano, e faz entrar o seu exército no país através do Alentejo.
Em consequência, António Teixeira Rebelo foi nomeado, em 1801, comandante do Quartel-General do Grilo (instalado no Palácio dos Duques de Lafões, no Beato, Lisboa) e comandante dos parques do Exército do Sul, «de Entre Douro e Guadiana», que defenderá o país da invasão espanhola dirigida por Manuel de Godoy, sendo encarregue do estabelecimento de parques volantes e de reserva, da construção e organização dum depósito geral, e da criação, organização e instrução de duas companhias de artilharia montada, arma até então desconhecida no nosso país.
Era comandante em chefe do Exército do Sul o Tenente General Forbes Skelater, fazendo ainda parte do quartel-general: D. Miguel Pereira Forjaz (Ajudante General); José Neves da Costa Cardoso (Comandante da Brigada de Artilharia); José António da Rosa (Comandante da Tropa de Artilharia); Luís Cândido Correia Pinheiro Furtado (Comandante da Brigada dos Engenheiros); e António Teixeira Rebelo (Comandante do Parque do Regimento de Artilharia do Alentejo e do Regimento de Artilharia do Algarve).
Com a entrada das forças espanholas no Alentejo, o Duque de Lafões, Marechal-General Comandante do Exército, é destituído, em 23 de julho de 1801, de todos os cargos e substituído no comando em chefe pelo marechal Carlos Alexandre, Conde de Goltz, um general prussiano da escola de Frederico, escolhido por influência do visconde da Anadia, embaixador de Portugal na Prússia. O conde de Goltz nomeou como seu imediato Charles-Joseph-Hyacinthe du Houx, Conde e Marquês de Vioménil, encarregando-o do governo de todas as tropas e armas e D. José Maria de Sousa Botelho, morgado de Mateus, comissário do regente D. João, ficou encarregado de dirigir a correspondência oficial e de observar o estado do Exército, apresentando posteriormente um plano de reorganização, tendo grande parte das suas ideias sido aproveitadas na promulgação de legislação entre 1801 e 1806. Após várias inspecções, o conde de Goltz apresentou um relatório sobre a situação do pessoal e material, a necessidade de reorganização militar e os meios necessários à defesa de Portugal. Expediu ordens para fazerem cumprir os regulamentos militares do conde de Lippe até à promulgação de novas ordenanças. Criticado por D. João de Melo e Castro, novo secretário de Estado dos Negócios Estrangeiros e da Guerra, perdeu a confiança da corte portuguesa, o que levou à sua retirada voluntária de Portugal, em Junho de 1802, nunca mais tendo regressado ao reino, mas o seu contrato foi mantido pelos 6 anos estipulados em 1800.
Da documentação da época conhecida existe um Ofício de Francisco de Borja Garção Rodrigues para António Teixeira Rebelo, incumbindo-o em 18 de maio de 1801, enquanto comandante do Quartel-General do Grilo, de fazer conduzir para a vila do Crato diversas peças de artilharia recebidas do Arsenal Real do Exército. A correspondência do então coronel engenheiro António Teixeira Rebelo para o tenente-general João Forbes de Skellater, sobre a remessa de munições para o depósito do Crato e guarnição de Marvão, para apoiar as actividades militares na campanha de 1801, encontra-se também no Arquivo Histórico Militar.

### A participação no processo de reorganização do exército (1801)
Após morte do príncipe de Waldeck, tentou-se encontrar um novo general estrangeiro para comandar o exército em campanha, tendo a escolha recaído no general prussiano, Karl-Alexander von der Goltz, conde de Goltz, por influência de João Rodrigues de Sá e Mello, Visconde da Anadia, embaixador de Portugal na Prússia. 
Em 1801, a campanha da Guerra das Laranjas, acentuou a decadência do Exército Português, provocando a demissão do Duque de Lafões, que foi substituído pelo conde de Goltz no comando em chefe do Exército, por carta régia da 23 de julho de 1801. O conde de Goltz nomeou como seu imediato Charles-Joseph-Hyacinthe du Houx, Conde e Marquês de Vioménil, encarregando-o do governo de todas as tropas e armas e D. José Maria de Sousa Botelho, morgado de Mateus, comissário do regente D. João, ficou encarregado de dirigir a correspondência oficial e de observar o estado do Exército, apresentando posteriormente um plano de reorganização, tendo grande parte das suas ideias sido aproveitadas na promulgação de legislação entre 1801 e 1806. 
Após várias inspeções, o conde de Goltz apresentou um relatório sobre a situação do pessoal e material, a necessidade de reorganização militar e os meios necessários à defesa de Portugal. Expediu ordens para fazerem cumprir os regulamentos militares do conde de Lippe até à promulgação de novas ordenanças.
No seguimento do relatório do Conde de Goltz sobre a reorganização do exército, D. João de Almeida Melo e Castro, ministro da Guerra e dos Estrangeiros, decide reunir um Conselho Militar constituído por nove oficiais generais portugueses e estrangeiros, dos mais competentes em todas as armas, presidido por ele próprio e tendo como secretariado o coronel D. Miguel Pereira Forjaz. 
Competiria a este Conselho "o exame e deliberação sobre todos os assuntos relativos à constituição do exército, à sua disciplina e instrução, na conformidade das indicações contidas numas bem elaboradas Instruções assinadas pelo Ministro da Guerra, devendo o resultado das suas deliberações subir à presença do Governo para conveniente resolução". A composição do Conselho Militar foi determinada em 1 de dezembro de 1801, e nele tinham assento: o marechal conde de Goltz, marechal-general Comandante do Exército; Charles-Joseph-Hyacinthe du Houx, Conde e Marquês de Vioménil, marechal encarregado do governo de todas as tropas e armas; João Forbes Skellater, escocês, tenente-general, inspetor geral da Infantaria; o Conde de Aveiras, general de Artilharia; o Conde de S. Lourenço, general de Cavalaria; o Marquês de la Rosière, tenente-general; João d'Ordaz Querióz, tenente-general, inspetor geral da Cavalaria; e Francisco Carlos de Quief-de-Ville, marechal de campo, inspetor geral da Artilharia.
É necessário compreender que, no período entre 1793 e 1807, o Exército vive sob a égide de duas fações distintas: uma conotada com um certo "partido inglês", de resistência à eventual invasão francesa e motivada para as reformas, liderada por D. Rodrigo de Sousa Coutinho e D. João de Almeira; e uma segunda conotada com o "partido francês", de reação, de contenção de despesas consideradas supérfluas, e que procura a manutenção, e mesmo o alargamento, dos privilégios da aristocracia, defendendo uma solução de compromisso com a França, sendo esta encabeçada numa primeira fase pelo Duque de Lafões e, posteriormente, por António de Araújo.
Teixeira Rebelo surge nesta fase, novamente, a acompanhar o "partido inglês" nas reformas do Exército levadas a cabo por D. Rodrigo de Sousa Coutinho.

### O Comando do Regimento de Artilharia da Corte (1802)
Em 1802, por morte do anterior comandante, Henrique de Pratt, António Teixeira Rebelo foi promovido a coronel efetivo e nomeado comandante do Regimento de Artilharia da Corte, à altura sediado no Forte de S. Julião da Barra, um caso praticamente único no exército português da altura, para um oficial que não pertencia à aristocracia, nem da corte, nem da província.
Existe correspondência entre 9 de outubro de 1801 e 16 de agosto de 1803, do então coronel António Teixeira Rebelo, comandante do Regimento de Artilharia da Corte, para D. João de Almeida de Melo e Castro, secretário de Estado dos Negócios da Guerra, sobre o equipamento que deve completar as companhias de artilheiros cavaleiros.
Em 21 de março de 1802, é escolhido para a Junta do Código Penal Militar, e melhoramento das Coudelarias do Reino, composta de oficiais do exército e da marinha, e a que pertenceram o Marquês de Alorna e Bernardim Freire de Andrade. Como o nome permite entrever, a junta tinha duas tarefas: uma delas voltava-se para a recuperação das coudelarias do Reino, que se mostravam incapazes de sustentar as demandas de uma guerra, e a outra era a elaboração de um código penal militar que viesse a substituir os Artigos de Guerra do Conde de Lippe, em vigor desde 1763. Esta Junta foi ampliada por Decreto de 23 de fevereiro de 1804 para regular igualmente um Código Criminal Militar para a Marinha, e que irá regular, em 9 de abril de 1804, os diferentes tipos de crime de deserção e a proporcionalidade das penas a aplicar a cada caso.
Os distúrbios de Campo de Ourique, acontecimento que tendo-se dado em julho de 1803 impossibilitaram a aplicação das reformas militares propostas pelo general Forbes, e os seus apoiantes no governo, sobretudo D. Rodrigo de Sousa Coutinho, D. João de Almeida e Castro e Luís Pinto de Sousa, e que estavam para ser postas em prática no fim do Verão desse ano.
Em 1803 é encarregue da instrução de manobra das peças de todos as qualidades e calibres.
Por se achar empregado em comissões de serviço inconciliáveis com a presença assídua à Junta do Código Penal Militar, e melhoramento das Coudelarias do Reino e a fim de desviar os obstáculos que retardam a conclusão do plano de elaboração daquele Código, no ano de 1804, António Teixeira Rebelo é dispensado da frequência das sessões daquela Junta.
Em 1804 é escolhido para dar parecer sobre a nossa pólvora e sobre o alcance das peças e resistência dos reparos de nova construção. Resulta deste estudo o “Projecto do coronel António Teixeira Rebelo a respeito da administração das fábricas da pólvora e de refino de salitre” que existe no Arquivo Histórico Militar.
Entre 25 e 27 de fevereiro de 1805, envia para António de Araújo de Azevedo um Ofício sobre a falta de recrutas que tem no Regimento de Artilharia da Corte, remetendo a lista da distribuição que se deve praticar no mesmo recrutamento.
Em 25 de março de 1805, assina um parecer acerca de uma memória do brigadeiro José António da Rosa sobre o melhoramento da Artilharia das praças, assinado por uma comissão de oficiais composta por: João Forbes, barão de Carové, Luís Cândido Cordeiro Pinheiro Furtado, Matias José Dias Azedo, José António da Rosa, João Batista Vieira Godinho, Carlos António Napion, António Teixeira Rebelo, Conrado Henrique de Numeyer, e Eusébio Dias Azedo.
Em 18 de julho de 1805, António Teixeira Rebelo assina em Oeiras uma relação da conta das fortalezas, artilharia e guarnição da costa e margens do Tejo, desde o Cabo da Roca até à torre de São Vicente de Belém, bem como escreve uma "Dissertação sobre o estabelecimento e localidade dos armazéns e depósitos militares".
Foi nomeado, em 1806, Inspetor Geral dos Corpos de Artilharia e promovido a brigadeiro. Este cargo havia sido instituído pela rainha D. Maria I, dez anos antes, pelo Decreto de 16 de Dezembro de 1796, António Teixeira Rebelo passou a vencer, a título da referida inspeção, o soldo de 50$000 reis por mês, além daquele que lhe competia pela sua patente de brigadeiro. No âmbito dessa tarefa entre janeiro e fevereiro de 1809 instalou-se no Quartel de Santarém. Já no passado, em 31 de dezembro de 1802, tinha elaborado uma relação “de pagamento anual em que foram avaliadas as casas e armazéns que se ocuparam com as munições de guerra e quartel da tropa, pertencentes ao Parque do Exército, na margem do Tejo da vila de Santarém, tendo o seu princípio no 1º de Março de 1801, até ao fim de Dezembro de 1802”. E, em 24 de fevereiro de 1804, envia para António de Araújo de Azevedo, uma "Relação das munições e mais géneros que existem no parque da vila de Santarém".
Entre 8 e 23 de novembro de 1807, na qualidade de comandante interino da Divisão do Norte do Tejo e já promovido a brigadeiro, elabora “Mapas diários da Divisão de Tropas que se acha ao Norte do Tejo” sobre efectivos. Entre 25 e 29 de novembro de 1807 envia correspondência para o barão de Carové, remetendo os mapas dos corpos da divisão por ele comandado.
Em 8 de abril de 1809, no Quartel-General de Santarém o Marechal William Carr Beresford, Comandante em Chefe do Exército suspende de funções o então Brigadeiro António Teixeira Rebelo, por motivo do mau estado em que o Senhor Marechal achou a tropa que ele tem debaixo do seu comando e manda que o referido Brigadeiro se recolha em Lisboa. António Ferreira da Costa, em 1820, faz uma apreciação bastante crítica desta suspensão. Em 24 de fevereiro de 1812, o Brigadeiro António Teixeira Rebelo é reformado do Exército por ordem do Marechal William Carr Beresford.
D. Miguel Pereira Forjaz, ministro e secretário de Estado dos Negócios da Guerra, envia várias correspondências para o marechal de campo António Teixeira Rebelo: entre 11 de janeiro de 1812 e 8 de maio de 1813, sobre alunos e instrução; entre 28 de maio e 24 de dezembro de 1813, sobre pessoal, alunos e instrução; entre 11 e 26 de março de 1816, sobre instrução.

### A criação e direção do Colégio da Feitoria (1803-1825)

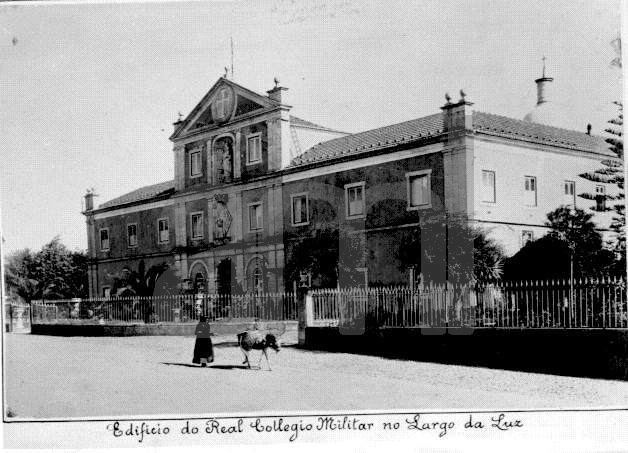
Real Colegio Militar

No Conselho Militar de 1801 acima referido, encarregue da reorganização do Exército, Charles-Joseph-Hyacinthe du Houx, Conde e Marquês de Vioménil, fez diversas intervenções, que fundamentaram diversas propostas, das quais se salientam as seguintes: que os postos de oficial passassem a ser todos preenchidos por elementos que, como cadetes, tivessem recebido conhecimentos adequados; que, para facilitar a aquisição dos conhecimentos preparatórios exigidos, fosse estabelecido um Colégio Militar, comum a todos os que pretendessem servir no Exército, no qual se entraria com a idade de 10 anos; que neste Colégio, sustentado à custa do Estado, fosse ministrada aos alunos a educação conveniente, entrando estes de seguida nos corpos das diferentes armas, conforme a sua inclinação e aptidão demonstrada; que se destinassem aos corpos de Engenharia e Artilharia os mais aptos, os quais prosseguiriam estudos num estabelecimento único, localizado em Lisboa, e sustentado pelo Estado.
O processo de criação do Colégio Regimental da Artilharia da Corte, também conhecido por Colégio da Feitoria, e que deu origem ao atual Colégio Militar, prolongou-se entre 1802 e 1803, tendo sido fixada, mais tarde, a data oficial de 3 de março de 1803 de modo a assinalar a efeméride. Em 7 de agosto de 1802, António Teixeira Rebelo envia a D. João de Almeida de Melo e Castro uma relação nominal dos alunos que estão em circunstâncias de entrar no pequeno Colégio de Educação.
Preocupado com a ocupação e educação das crianças e jovens familiares da sua guarnição e de civis da região, cria, desse modo, uma escola cujos agentes de ensino seriam os próprios militares do seu Regimento. O primeiro tenente Caetano Paulo Xavier, lente de matemática e fortificação do regimento incumbiu-se do ensino das mesmas matérias no Colégio; o segundo tenente Carlos Raimundo Xavier Dinis Villas Boas tomou a seu cuidado o desenho, que também lecionava na aula regimental; o primeiro tenente Teotónio Roiz de Carvalho incumbiu-se do jogo de florete; ao sargento João Xavier da Costa Veloso, que veio mais tarde a ser comandante do Colégio, coube o ensino das primeiras letras; e ao furriel António da Costa da Silva, que um dia havia de ser visconde de Ovar, o da gramática portuguesa. Os exercícios espirituais eram exercidos pelo Prior de Oeiras, António Francisco de Carvalho. Os alunos eram inicialmente cerca de vinte.
O processo de instalação do Colégio Militar por António Teixeira Rebelo é francamente acompanhado por António de Araújo de Azevedo e pela Corte.
Em 1805, o Príncipe Regente, futuro D. João VI, manda conceder uma pensão aos educandos daquela escola no valor de 240 reis diários a cada um dos colegiais, nem como uma gratificação igual a todos os professores que até então tinham ensinado gratuitamente; e, no ano seguinte, ele próprio visita as instalações da feitoria, atraído pela fama do pequeno colégio, e ordena que seja aumentada aquela pensão e concedida uma gratificação mensal aos professores. Sempre interessado pelo colégio, o mesmo Soberano confere, em 1807, um expressivo louvor a Teixeira Rebelo e aos seus prestigiosos colaboradores.
Em 22 de janeiro de 1805 António Teixeira Rebelo dirige a António de Araújo de Azevedo um ofício sobre aumento de receita para aquisição de material e a obras de ampliação do edifício do Colégio Militar. Ainda em agosto de 1805 troca novamente correspondência com António de Araújo de Azevedo sobre admissão de dos filhos de Isabel Inácia Firme Parrote no novo Colégio Militar.
1807 é igualmente o ano em que Teixeira Rebelo deixa o comando do Regimento de Artilharia da Corte, sendo nomeado inspetor dos Corpos de Artilharia e, em 25 de fevereiro de 1807, promovido a brigadeiro. O  Governo, certamente interessado no prosseguimento da ação educativa de Teixeira Rebelo, autorizou-o contudo a manter-se nas suas funções diretivas do colégio, dando-se os primeiros passos para a autonomização daquela unidade.
Em 24 de maio de 1807 dirige a António de Araújo de Azevedo, um Ofício propondo a nomeação de um professor de Inglês para o Colégio Militar. Em 13 de maio de 1809 envia um "Mapa do estado do Colégio Militar" para Miguel Pereira Forjaz. Em 19 de janeiro de 1810 envia também a Miguel Pereira Forjaz uma proposta para um aluno ser professor no Colégio Militar, bem como refere a admissão de dois novos alunos no Colégio.
Em 1812 é promovido a Marechal de Campo e é nomeado oficialmente Diretor do Real Colégio Militar em 1813.
Por portaria de 1814 o Colégio é transferido para o edifício do Hospital de Nossa Senhora dos Prazeres, na Luz, com a designação de Real Colégio Militar, onde permanecerá até 1835.
Em 26 de junho de 1816, já reformado dos corpos do exército, o Rei D. João VI faz-lhe atribuir uma pensão anual de 600 000 réis, pagos aos quartéis pelo Erário Público:
"El-Rei Nosso Senhor Houve por bem expedir o seguinte Decreto de Mercê:
«Fazendo-se digno da Minha Real Consideração António Teixeira Rebelo, Marechal de Campo reformado dos Meus Reais Exércitos, pelo distinto zelo e inteligência com que desempenha o Emprego de Diretor do Colégio Militar: Hei por bem Fazer-lhe Mercê de uma Pensão anual de seiscentos mil reis, pagos aos quartéis pelo Meu Real Erário de Lisboa. O Marquês de Aguiar, do Conselho de Estado, e Presidente do Meu Real Erário o tenha assim entendido e faça executar sem embargo de quaisquer Leis ou Disposições em contrário. Palácio do Rio de Janeiro em vinte seis de Junho de mil oitocentos e dezasseis = Com a Rubrica d'El-Rei Nosso Senhor"
Em 16 de setembro de 1820, a partir do Brasil e a pedido do príncipe regente, António Teles da Silva envia a Teixeira Rebelo a seguinte missiva: "O príncipe real, meu amo, ordena-me que participe a v.s. que tomando sempre um vivo interesse por tudo o que pode concorrer para o bem geral, viu com bastante prazer o plano de organização e método de estudos que se observa no Real Colégio Militar do qual v.s. é diretor; e desejando dar uma prova da particular atenção que lhe merece um tão útil estabelecimento, determina s.a.r. que eu ponha à disposição de v.s. a quantia de 332 mil-réis, que v.s. receberá com este aviso, a qual será dividida em 12 prémios, como vai indicado na minuta junta, que devem ser distribuída no fim do ano letivo de 1821 pelos discípulos que maiores progressos tiverem feito nas suas respetivas aulas. S.a.r. espera que este sinal da sua real benevolência desperto nos ditos colegiais uma nobre educação no desempenho dos seus deveres, tanto civis como académicos, que os constitua por isso dignos de atenção de s.m., da contemplação de s.a.r. e dos louvores do público instruído; devendo v.s. ficar na inteligência de que s.a.r. terá sempre em grande estima e consideração aquelas pessoas que estando como v.s. encarregados da educação da mocidade, se esmerem no desempenho de uma tão honrosa missão".

### A Secretaria dos Negócios da Guerra (1821)
A 30 de janeiro de 1821, as Cortes Gerais e Extraordinárias da Nação Portuguesa instituem um Conselho de Regência que governará em nome do Rei D. João VI de Portugal, que permanece instalado com a restante corte no Brasil. Este Conselho seria composto por cinco membros: o Marquês de Castelo Melhor; o Conde de Sampaio; Frei Francisco de São Luís; José da Silva de Carvalho; e João da Cunha Sotto-Mayor; bem como cinco secretários encarregues de diversos negócios: 
- Negócios do Reino - Fernando Luís Pereira de Sousa Barradas;
- Negócios da Fazenda - Francisco Duarte Coelho;
- Negócios Estrangeiros - Anselmo José Braamcamp de Almeida Castelo Branco;
- Negócios da Marinha - Francisco Maximiliano de Sousa;
- Negócios da Guerra - António Teixeira Rebelo.

Deste grupo de dez, sete pertenciam à maçonaria.
António Teixeira Rebelo seria eleito por maioria absoluta pelas Cortes para a Secretaria dos Negócios da Guerra, em 29 de janeiro de 1821, com 37 votos a favor (num universo eleitoral de 74 deputados e onde houve 2 votos brancos). Secretaria de Estado essa separada desde finais de 1820 da Secretaria dos Negócios Estrangeiros. Sucederia ao Tenente General Mathias José Dias Azedo na pasta.
Reconfirmado no cargo por Decreto d'El-Rei de 4 de junho de 1821, António Teixeira Rebelo ocuparia a mesma Secretaria de Estado no 1.º governo do Vintismo de Inácio da Costa Quintela, primeiro ministério liberal nomeado por D. João VI que punha fim à regência, até 8 de setembro daquele ano, recebendo por essa ocasião a graça de uma Comenda da Ordem Militar de São Bento de Avis, destinada para premiar e ornar o Corpo Militar, como testemunho público de apreço pelos seus muitos e valiosos serviços.
Foi nomeado Fidalgo Cavaleiro da Casa Real por Alvará de 7 de março de 1822.
Em 16 de Maio de 1823 era sócio da Sociedade Promotora da Indústria Nacional. Segundo o programa constante no primeiro número dos seus Annaes, em maio de 1822, "em huma palavra, excitar a emulação, espalhar as luzes, auxiliar os talentos, he o fim a que [aquela] Sociedade dirigirá constantemente os seus esforços". Ao estabelecerem a Sociedade Promotora da Indústria Nacional, os seus promotores procuraram criar uma instituição em que se tornasse possível a aproximação dos vários grupos sociais, um espaço em que "virão confundir-se as luzes do sábio, a prática do artista, os conhecimentos do agricultor, e do negociante, e em geral o concurso unânime de todos os cidadãos zelosos". Ao longo dos diversos números dos seus Annaes, publicará gravuras alusivas a métodos e máquinas descritas, permitindo dessa forma uma maior interacção entre a teoria e a prática, concebida como imprescindível para o progresso material do país. A criação desta sociedade fora defendida por Cândido de Xavier, sucessor de Teixeira Rebelo no cargo de Diretor do Real Colégio Militar, nos Annaes das Sciencias, das Artes e das Letras, editados em Paris.
Faleceu em Lisboa na madrugada do dia 6 de outubro de 1825, tendo sido sepultado na Igreja do Corpo Santo, em Lisboa.
António Teixeira Rebelo casou em Lisboa, na freguesia de São Mamede, com uma senhora irlandesa, D. Maria Luísa Ardisson Teixeira. Morreu viúvo e sem descendência.

## Homenagens
Em janeiro de 1826, é entregue ao Colégio Militar um retrato do Marechal de Campo António Teixeira Rebelo, oferecido e pintado pelo então professor de desenho do Colégio, o hoje quase desconhecido Vicente Pires da Gama (?- 1839), para que fosse colocado numa das salas do Colégio Militar.
A Gazeta de Lisboa refere o acontecimento: «No dia 22 do corrente, o Real Collegio Militar consagrou á Memoria do seu primeiro Director o Marechal de Campo Antonio Teixeira Rebello, hum quadro com o retrato daquelle Oficial General, pintado pelo Substituto de Desenho do mesmo Real Collegio, Vicente Pires da Gama, que espontaneamente se offerecêra para o fazer. «Tinhão sido convidadas, para assistirem a esta acção tocante, as pessoas, que mais particularmente havião cultivado a amizade de S. Exc. Depois de se ter feito solemnemente, na Sala dos Actos, a exposição do quadro, em presença dos Convidados, do Estado Maior do Collegio, do Corpo Instructivo, e do Corpo Collegial, que se achava em armas; o actual Director repetio, por esta occasião, hum artigo Necrologico.» Acabada a solemnidade, o quadro ficou exposto todo o dia naquelle local, do qual foi depois transferido para huma das Salas immediatas, onde deve permanecer.». 
Ainda no ano de 1858 foi proferido à sua memória um tributo de saudade e respeito, como creador e director de tal estabelecimento, um oficial que no mesmo colégio tinha sido professor, e depois comandante, o marechal de campo João Xavier da Costa Veloso.
João Ferreira Campos, nos seus Apontamentos relativos à Instrução Pública faz uma apreciação positiva do papel de António Teixeira Rebelo e da importância da criação do Colégio Militar, dizendo: "Este colégio, pelo zelo do marechal Teixeira, instituiu-se debaixo dos bons auspícios e deu os resultados que ele tinha previsto. Depois do seu falecimento, ou por defeito de direção, ou por outras causas, o estado começou a carregar com toda a despesa da instituição, que desta forma está longe de entrar como elemento bem combinado num sistema de retribuição de serviços".
Em 1903, por ocasião do primeiro centenário do Colégio Militar e na presença do Rei D. Carlos, foi ali inaugurado um busto de António Teixeira Rebelo, modelado pelo professor da Escola Industrial do Marquês de Pombal, Jorge Ians, e fundido em bronze na oficina de canhões do Arsenal do Exército sob a direção do Coronel José Matias Nunes.
Por ocasião do 1.º centenário da morte do fundador do Colégio Militar, a Câmara Municipal de Vila Real, concelho vizinho da sua terra natal, atribuiu a uma das ruas daquela cidade transmontana o nome «Marechal Teixeira Rebelo», por deliberação de 23 de outubro de 1926. 
Nesse mesmo ano (1926), a Câmara Municipal de Lisboa ajardina o Largo da Luz e atribui ai espaço assim remodelado a designação «Parque Teixeira Rebelo».
Em 1979, a Câmara Municipal de Lisboa atribuiu a uma das avenidas da capital a designação «Marechal Teixeira Rebelo».
Em 1 de novembro de 1999, foi inaugurado na Cumieira, um monumento ao marechal Teixeira Rebelo, com a sua efígie em bronze, da autoria do escultor José João de Brito, professor do Colégio Militar.
Todos os anos no dia 6 de Outubro é realizada uma cerimónia de evocação de sua morte, onde os alunos do colégio militar prestam homenagem a seu fundador.
No dia de aniversário do Colégio Militar, o Batalhão Colegial presta continência a seu busto.

## Obras publicadas
- Memória sobre o estabelecimento local e organização dos armazéns provinciais, 1798
- Memoria sobre a necessidade de levantar cartas topographicas e formar memorias em que se dê conta em detalhados terrenos relativamente aos movimentos militares
- Memoria em que se dá uma ligeira ideia das serras, cordilheiras e terrenos irregulares e se arbitra a sua classificação e nomes, 1799
- Tratado de artilharia, de Muller
- Projecto do coronel António Teixeira Rebelo a respeito da administração das fábricas da pólvora e de refino de salitre
- Dissertação sobre o estabelecimento e localidade dos armazéns e depósitos militares, 1805
- Instrução geral, ou escola de serviço braçal da arma de artilharia, mandada organisar por ordem de Sua Majestade, 1819